# Lupo (serie animata)
Lupo (Loup) è una serie animata prodotta nel 2018 da Samka Productions, in coproduzione con Making Prod e Movimenti Production. La serie, basata sull'omonima collana di libri per bambini creata da Eléonore Thuillier e Orianne Lallemand, è stata trasmessa in Francia su TF1 a partire dal 21 ottobre 2018, mentre in Italia su Rai Gulp dal 27 novembre 2018. Mentre repliche stanno andando in onda su Rai Yoyo.

## Trama
Lupo è un eroe con moltissima immaginazione e un sacco di idee per rendere la vita, sua e dei suoi amici, più piacevole. Lupo è generoso ed è sempre pronto a dare una mano a chi ha bisogno. Per questo in ogni episodio lo vediamo interpretare un ruolo differente per risolvere al meglio ogni situazione. C'è bisogno di un pompiere? Ci pensa Lupo. C'è un giardino da sistemare? Lupo sa improvvisarsi anche giardiniere. Nel trovare le soluzioni è quasi sempre geniale, ma spesso finisce con lo strafare e si ritrova coinvolto in situazioni ancora più complicate.

## Personaggi
- Lupo: Lupo è un personaggio dalle mille idee. Però è anche un combinaguai, e quando le cose non vanno come previsto (sempre), non è in grado di affrontare le situazioni senza l'aiuto dei suoi amici.

Doppiatore italiano: Paolo De Santis
- Lupa: Lupa è una vera esploratrice che ama le avventure. Non è mai stanca e ama tenere la mente sempre occupata. Le piacciono le sfide sportive e sa che l'importante non è vincere ma partecipare.

Doppiatrice italiana: Federica De Bortoli
- Valentino: Valentino è il miglior amico di Lupo. È una vera testa calda e sempre pronto all'avventura. È molto intelligente e pieno di risorse. Un perfetto amico per Lupo.

Doppiatore italiano: Alberto Bognanni
- Titì: Titì è sempre pronta a dare una mano ai suoi amici e, quando serve, usare la sua forza. È una yeti nevosa venuta dal Nepal e è amica di Lupo.È curiosa e non porta mai rancore. Ama sempre Lupo da tanti anni. Nell'episodio "Il Lupo che Voleva andare a fare una Passeggiata",Titi salva Lupo nel lago del parco mentre rischia di annegare. Alla fine,i due si abbracciano e si baciano.

Doppiatrice italiana: Michela Alborghetti
- Luigione: Luigione è sempre di buon umore. È un grande lettore e una vera e propria enciclopedia. Ama la cucina ed è un buongustaio. Inoltre ha un debole per Titì.

Doppiatore italiano: Emiliano Reggente
- Giosuè: Giosuè è un poeta molto sensibile e piange spesso. Gli piace fare giardinaggio ed è molto attento a Madre Natura.

Doppiatore italiano: Alessandro Campaiola
- Alfredo: Alfredo è lo sportivo del gruppo, tanto che per gli altri del gruppo è difficile stargli dietro. La cosa che più odia è perdere.

Doppiatore italiano: Federico Di Pofi

## Episodi

### Stagione 1
| Episodio | Titolo italiano                                             |
| -------- | ----------------------------------------------------------- |
| 1        | Il lupo che voleva fare il detective                        |
| 2        | Il lupo che voleva fare il giardiniere                      |
| 3        | Il lupo che voleva diventare un mago                        |
| 4        | Il lupo che voleva dare la caccia ai fantasmi               |
| 5        | Il lupo che voleva fare il dottore                          |
| 6        | Il Lupo che voleva andare sulla luna                        |
| 7        | Il Lupo che voleva essere un esploratore                    |
| 8        | Il Lupo che voleva fare il cowboy                           |
| 9        | Il Lupo che voleva andare a scuola                          |
| 10       | Il Lupo che voleva fare il pompiere                         |
| 11       | Il Lupo che voleva essere un campione                       |
| 12       | Il Lupo che voleva fare il re                               |
| 13       | Il Lupo che voleva fare l'aggiustatutto                     |
| 14       | Il Lupo che voleva volare                                   |
| 15       | Il Lupo che voleva essere un gigante                        |
| 16       | Il Lupo che voleva fare le stuntman                         |
| 17       | Il Lupo che voleva fare il pasticcere                       |
| 18       | Il Lupo che voleva fare il pilota da corsa                  |
| 19       | Il Lupo che voleva toccare le nuvole                        |
| 20       | Il Lupo che voleva fare il babysitter                       |
| 21       | Il Lupo che voleva pescare un grosso pesce                  |
| 22       | Il Lupo che voleva essere capitano di una nave              |
| 23       | Il Lupo che voleva essere un cavaliere                      |
| 24       | Il Lupo che voleva fare il parrucchiere                     |
| 25       | Il Lupo che voleva fare l'archeologo                        |
| 26       | Il Lupo che voleva imparare a ballare                       |
| 27       | Il lupo che voleva cambiare casa                            |
| 28       | Il lupo che voleva fare il musicista                        |
| 29       | Il lupo che voleva essere un faraone                        |
| 30       | Il lupo che voleva essere un pirata                         |
| 31       | Il lupo che voleva diventare un acrobata                    |
| 32       | Il lupo che voleva dormire sotto le stelle                  |
| 33       | Il lupo che voleva fare il poliziotto                       |
| 34       | Il lupo che voleva essere uno yeti                          |
| 35       | Il lupo che voleva fare l'artista                           |
| 36       | Il lupo che voleva diventare un campione di sci             |
| 37       | Il lupo che voleva fare il cercatore d'oro                  |
| 38       | Il lupo che voleva fare un maglione                         |
| 39       | Il lupo che voleva incontrare un extraterrestre             |
| 40       | Il lupo che voleva essere Tarzan                            |
| 41       | Il Lupo che voleva essere Babbo Natale                      |
| 42       | Il lupo che voleva esaudire i desideri                      |
| 43       | Il lupo che voleva essere un agente speciale                |
| 44       | Il lupo che voleva fare gli scherzi                         |
| 45       | Il lupo che voleva vivere come un lupo preistorico          |
| 46       | Il lupo che voleva fare tutto al contrario                  |
| 47       | Il lupo che voleva essere un indiano                        |
| 48       | Il lupo che voleva fare un film                             |
| 49       | Il lupo che voleva sapere tutto                             |
| 50       | Il lupo che voleva fare il fotografo                        |
| 51       | Il lupo che voleva essere un ninja                          |
| 52       | Il lupo che non voleva più dormire                          |
| 53       | Il lupo che voleva fare il bagnino                          |
| 54       | Il lupo che voleva essere ipnotizzatore                     |
| 55       | Il lupo che voleva essere un eschimese                      |
| 56       | Il lupo che voleva essere una femmina                       |
| 57       | Il lupo che voleva essere come Pollicino                    |
| 58       | Il lupo che voleva esplorare i fondali marini               |
| 59       | Il lupo che voleva domare un grande Spennachione            |
| 60       | Il lupo che voleva costruire robot                          |
| 61       | Il lupo che voleva essere ribelle                           |
| 62       | Il lupo che voleva fare paura                               |
| 63       | Il lupo che voleva essere un profumiere                     |
| 64       | Il lupo che voleva essere di classe                         |
| 65       | Il lupo che voleva fare l'allenatore                        |
| 66       | Il lupo che voleva afferrare un pezzo di arcobaleno         |
| 67       | Il lupo che voleva essere coraggioso                        |
| 68       | Il lupo che voleva essere una star                          |
| 69       | Il lupo che voleva essere un poeta                          |
| 70       | Il lupo che voleva tornare bebè                             |
| 71       | Il lupo che voleva correre a tutto gas                      |
| 72       | Il lupo che voleva essere guardia del corpo                 |
| 73       | Il lupo che voleva essere un indovino                       |
| 74       | Il lupo che voleva essere un vikingo                        |
| 75       | Il lupo che voleva essere un cantante d'opera!              |
| 76       | Il lupo che voleva vivere la grande avventura dell'amicizia |
| 77       | Il lupo che voleva vivere la grande avventura dell'amicizia |
| 78       | Il lupo che voleva vivere la grande avventura dell'amicizia |

### Stagione 2
| Episodio | Titolo italiano                                                                   |
| -------- | --------------------------------------------------------------------------------- |
| 1        | Il lupo che voleva avere un grosso raffreddore!                                   |
| 2        | Il lupo che non voleva più perdersi niente                                        |
| 3        | Il lupo che voleva scrivere un romanzo d'avventura!                               |
| 4        | Il lupo che voleva essere un top model                                            |
| 5        | Il lupo che voleva andare al centro della Terra                                   |
| 6        | Il lupo che voleva essere il capo                                                 |
| 7        | Il lupo che voleva allevare un dinosauro                                          |
| 8        | Il lupo che voleva essere una sirena                                              |
| 9        | Il lupo che voleva essere amato                                                   |
| 10       | Il lupo che non voleva più ridere                                                 |
| 11       | Il lupo che voleva regalare una pioggia di stelle cadenti                         |
| 12       | Il lupo che non voleva mai più arrabbiarsi                                        |
| 13       | Il lupo che voleva vivere su un'isola deserta                                     |
| 14       | Il lupo che voleva far crescere dei fiori sulla Luna                              |
| 15       | Il lupo che voleva diventare un fattorino                                         |
| 16       | Il lupo che voleva fare pattinaggio sul ghiaccio                                  |
| 17       | Il lupo che voleva portar fortuna                                                 |
| 18       | Il lupo che voleva essere invisibile                                              |
| 19       | Il lupo che voleva curare la vari-yeti-cella                                      |
| 20       | Il lupo che voleva dire sì a tutto                                                |
| 21       | Il lupo che voleva che piovesse                                                   |
| 22       | Il lupo che voleva dipingere le nuvole                                            |
| 23       | Il lupo che voleva giocare con il tablet                                          |
| 24       | Il lupo che voleva essere un clown                                                |
| 25       | Il lupo che voleva essere un coniglio                                             |
| 26       | Il lupo che voleva pulire tutto                                                   |
| 27       | Il lupo che voleva fare il circense                                               |
| 28       | Il lupo che voleva essere riccio                                                  |
| 29       | Il lupo che voleva sapere cosa pensano di lui                                     |
| 30       | Il lupo che voleva essere un inviato speciale                                     |
| 31       | Il lupo che voleva fare il veterinario                                            |
| 32       | Il lupo che voleva battere il record dei record                                   |
| 33       | Il lupo che voleva aiutare un uccellino a volare                                  |
| 34       | Il lupo che voleva vincere senza barare                                           |
| 35       | Il lupo che non voleva più avere paura dei rospi                                  |
| 36       | Il lupo che non voleva avere le pulci                                             |
| 37       | Il lupo che voleva far volare un aquilone                                         |
| 38       | Il lupo che voleva rendersi utile                                                 |
| 39       | Il lupo che voleva avere un animale da compagnia                                  |
| 40       | Il lupo che voleva fare una sorpresa                                              |
| 41       | Il lupo che voleva avere dei mega riflessi                                        |
| 42       | Il lupo che voleva prendere il Mostro Mostruoso: La leggenda del Mostro Mostruoso |
| 43       | Il lupo che voleva prendere il Mostro Mostruoso: La spedizione spinosa            |
| 44       | Il lupo che voleva prendere il Mostro Mostruoso: Il grande Mostro Mostruoso       |
| 45       | Il lupo che voleva essere un cacciatore di draghi                                 |
| 46       | Il lupo che voleva trovare il vero colpevole                                      |
| 47       | Il lupo che voleva salvare un pupazzo di neve                                     |
| 48       | Il lupo che voleva rendere tutti felici: Lupo, mercante di felicità               |
| 49       | Il lupo che voleva rendere tutti felici: Luigione non è più Luigione!             |
| 50       | Il lupo che voleva rendere tutti felici: Benvenuta Ippopolita                     |
| 51       | Il lupo che voleva essere fan di Lupa                                             |
| 52       | Il lupo che voleva svelare il segreto dell'oggetto misterioso                     |
| 53       | Il lupo che voleva inventare delle parole                                         |
| 54       | Il lupo che non voleva mai più annoiarsi                                          |
| 55       | Il lupo che voleva assaggiare tutto                                               |
| 56       | Il lupo che voleva trovare il cristallo meraviglioso                              |
| 57       | Il lupo che voleva nuotare come un pesce                                          |
| 58       | Il lupo che voleva compiacere Ippopolita                                          |
| 59       | Il lupo che voleva osservare fare un safari                                       |
| 60       | Il lupo che voleva salvare la principessa                                         |
| 61       | Il lupo che voleva tornare indietro nel tempo                                     |
| 62       | Il lupo che voleva fare il maestro di scuola                                      |
| 63       | Il lupo che voleva formare una band                                               |
| 64       | Il lupo che voleva portare Lupa in mongolfiera                                    |
| 65       | Il lupo che voleva fare il giustiziere                                            |
| 66       | Il lupo che voleva ritrovare il suo orsacchiotto                                  |
| 67       | Il lupo che voleva essere il più forte del mondo                                  |
| 68       | Il lupo che voleva rifare la foto di Alfredo                                      |
| 69       | Il lupo che voleva salvare Titì                                                   |
| 70       | Il lupo che voleva affrontare le dodici fatiche                                   |
| 71       | Il lupo che voleva che tutto fosse perfetto                                       |
| 72       | Il lupo che voleva essere un moschettiere                                         |
| 73       | Il lupo che voleva essere il re del Carnevale                                     |
| 74       | Il lupo che voleva proteggere la natura                                           |
| 75       | Il lupo che voleva fare il soccorritore                                           |
| 76       | Il lupo che voleva trovare un unicorno per Titì                                   |
| 77       | Il lupo che voleva un pesce                                                       |
| 78       | Il lupo che voleva salvare tutti gli animali                                      |